# 萬潛
萬潛（？—？），曾與鮑信在兗州刺史劉岱死後迎曹操入主兗州，後官至少府。

## 生平
萬潛本為兗州刺史劉岱屬下，初平三年（192年），青州黃巾寇兗州，劉岱不聽鮑信諫言率軍討伐敗死，鮑信遂和萬潛一同迎曹操為兗州牧，後萬潛官至東漢少府。東漢朝廷稱他與徐奕、國淵、王脩、涼茂、毛玠、袁渙等為「忠直在朝，履蹈仁義」，並稱其「並早即世」，因此處丁亥是指延康元年（220年）二月丁亥可見最晚應逝世於建安二十五年（220年）或這之前。

## 評價
丁亥（延康元年二月）令：「故尚書僕射毛玠、奉常王修、涼茂、郎中令袁渙、少府謝奐、萬潛、中尉徐奕、國淵等，皆忠直在朝，履蹈仁義，並早即世，而子孫陵遲，惻然愍之，其皆拜子男為郎中。」